# Liz Cambage
Elizabeth « Liz » Cambage, née le 18 août 1991 à Londres, est une joueuse australienne de basket-ball. Avec l'Australie, elle remporte la médaille de bronze lors des Jeux olympiques de 2012 à Londres.

## Biographie
Née à Londres, d'un père nigérian et d'une mère australienne, Liz Cambage commence sa carrière professionnelle en Women's National Basketball League (WNBL) avec les Dandenong Rangers lors de la saison 2007-2008, saison où elle dispute quatre matchs et termine avec des moyennes de 3,3 points et 3 rebonds par match. Lors de la même saison, elle rejoint l'équipe de Australian Institute of Sport (AIS) avec laquelle elle joue dix rencontres pour des statistiques sensiblement identiques, 3,7 points et 2,9 rebonds. Sa saison suivante est perturbée par une blessure. Elle ne dispute que 16 rencontres et présente des statistiques de 14,6 points et 6,9 rebonds. 
Pour la saison 2009-2010, elle rejoint une nouvelle équipe les Bulleen Boomers de Melbourne. Elle dispute le All star-Game de la ligue et termine avec des statistiques de 20,1 points et 9,8 rebonds. À l'issue de cette saison, elle rejoint la South East Australian Basketball League, conférence féminine de la Australian Basketball Association (en). Pour sa seconde saison avec les Boomers, elle fait progresser sa moyenne de points pour atteindre 23,2, sa moyenne de rebonds étant de 8,2 rebonds. Elle délivre également 1,6 passe et réalise 2,7 contres. Elle est élue MVP de la ligue. Elle contribue au premier titre de champion WNBL remporté par les Bulleen Boomers.
Lors de cette même saison, elle est choisie en deuxième position de la draft WNBA par le Shock de Tulsa. Bien que le bilan de sa nouvelle équipe soit catastrophique, trois victoires pour 31 défaites, elle est élue dans la WNBA All-Rookie Team en compagnie de Maya Moore, WNBA Rookie of the Year (débutante de l'année) et de Courtney Vandersloot, Danielle Robinson et Danielle Adams. Comme elle l'avait annoncé dès avril 2011, elle fait l'impasse sur la saison WNBA 2012 pour privilégier la sélection nationale.
En 2012, elle rejoint la Ligue chinoise au Zhejiang Chouzhou. Au début de novembre, elle signe une marque à 41 points lors de la victoire sur Bayi. Sélectionnée avec le Sud pour le WCBA All-Star Game en janvier 2013, elle y inscrit un dunk.
Liz Cambage est élue joueuse australienne de basket-ball de l'année 2012 par la Fédération australienne de basket-ball.
De retour au Shock en 2013, elle joue avec la rookie Skylar Diggins pour tenter de faire accéder la franchise à ses premiers play-offs depuis son arrivée à Tulsa. Le 2 août 2013, elle inscrit un nouveau record personnel en WNBA avec 28 points face aux Sparks de Los Angeles (à 9 tirs réussis sur 11). Elle aligne des statistiques de 16,3 points à 56 % de réussite, 8,3 rebonds et 2,4 contres sans s'épanouir dans la ligue.
Elle fait donc l'impasse sur la saison WNBA 2014, et s'engage pour la saison 2014-2015 en WNBL avec les Dandenong Rangers, mais blessée elle est privée de compétition. Elle signe son retour avec un contrat estimé à plus d'un million de dollars en Chine avec Shanghai Octopus.
Dès la reprise du Shock par les investisseurs des Wings, qui relocalisent la franchise à Dallas, le retour de Liz Cambage en WNBA est une de leurs priorités. Le contact avec elle est rétabli en 2016 à l'occasion de rencontres de préparation de la sélection australienne aux États-Unis puis poursuivi par des contacts réguliers et un déplacement fin 2017 des dirigeants en Australie. L'arrivée d'Erin Phillips sur le banc a été un autre atout pour la convaincre de faire son retour en WNBA, choix dans lequel l'a aussi conforté la nouvelle entraîneuse des Opals Sandy Brondello.
En avril 2017, elle renonce de nouveau à la WNBA pour se reposer pour retrouver le championnat australien avec les Bulleen Boomers, dont elle est la meilleure marqueuse. Après une saison WNBL impressionnante avec Melbourne (23,1 points et 10,5 de moyenne), elle s'engage en février 2018 pour la saison WNBA 2018 avec les Wings de Dallas. La franchise attend beaucoup de son association avec les deux autres All-Stars Skylar Diggins-Smith et Glory Johnson alors que leur pivot Courtney Paris est partie pour Seattle et que les Wings sont une des équipes WNBA les plus actives au tir à trois points mais avec une réussite faible due à leurs lacunes passées à l'intérieur.
Le 4 juin, elle est nommée meilleure joueuse de la semaine pour la 3e fois de sa carrière. Sur la semaine, les Wings remportent une rencontre sur deux et ses statiques sont de 26,5 points (meilleures moyennes de sa conférence) à 53,1 % d'adresse et 11,5 rebonds (meilleures moyennes de la ligue) et 1,5 contre par match. Elle réussit 28 points et 18 rebonds le 15 juin face aux Aces de Las Vegas lors d'une victoire obtenue sur le score de 77 à 67. Lors de la victoire obtenue 104 à 87 face au Liberty de New York, elle bat le record de points marquées en WNBA avec 53 unités (17 tirs sur 22, dont 4 sur 5 à trois points, 15 sur 16 aux lancers francs), 10 rebonds, 5 contres, 2 passes décisives, 1 interception et aucun  ballon perdu, soit deux points de plus que les 51 points de Riquna Williams en 2013, une performance égalée par A'ja Wilson en août 2023. Le 23 juillet, elle est nommée une deuxième dans la saison joueuse de la semaine, celle où réussit ses 53 points, pour un bilan équilibré de 2 succès et 2 défaites dans la semaines. Elle mène la WNBA à la marque avec 34.0 points et al conférence ouest auc contres (2,25). À l'ouest, elle est deuxième aux rebonds (10,5) et à l'adresse (62,2 %) et septième aux passes (4.0 ). Elle est deuxième de l'élection de la meilleure joueuse de la saison avec 231 points contre 372 à la lauréate Breanna Stewart . Elle est logiquement choisie dans le meilleur cinq de la WNBA, pour la première fois de sa carrière.
Le 16 mai 2019, elle est transférée par les Wings aux Aces de Las Vegas contre Moriah Jefferson, Isabelle Harrison, ainsi que le premier et le deuxième tour de la draft WNBA 2020. Les Aces,atteignent les Finales WNBA 2020 mais chutent en demi-finales en 2021.
En février 2022, elle signe comme agent libre avec les Sparks de Los Angeles. Le 26 juillet, les Sparks et Liz Cambage annoncent leur accord pour mettre un terme à ce contrat. Le 25 août, Cambage annonce se retirer de la WNBA.
Elle produit du contenu sur le réseau social OnlyFans à l'issue de sa carrière WNBA et annonce, en 2025, gagner 1,5 million de dollars par an sur ce réseau social, soit plus que son revenu annuel en WNBA (au plus 220 000 dollars).

## Sélection nationale
Elle fait ses débuts avec les sélections australiennes en 2008. Elle remporte le Championnat d'Océanie des 19 ans et moins, puis l'année suivante, elle dispute, toujours avec la sélection des 19 ans et moins, le Championnat du monde de cette catégorie d'âge. Les Australiennes terminent à la cinquième place de la compétition dont elle termine meilleure marqueuse avec 20,4 points et deuxième du classement des contreuses avec 2,4 contres. Elle réalise également 6,8 rebonds et 0,2 passe.
L'année suivante, elle est retenue chez les Opals, surnom de l'équipe d'Australie qui dispute le championnat du monde en République tchèque. Les Australiennes s'imposent face l'équipe hôte en quart de finale sur le score de 79 à 68. Lors de cette rencontre, elle inscrit 22 points, capte 10 rebonds et réalise 2 contres. Sur l'ensemble de la compétition, elle présente des statistiques de 13,6 points, 5,4 rebonds, 1 contre par match. Comme Lauren Jackson et Penny Taylor, les autres joueuses australiennes évoluant en WNBA, elle ne dispute pas la série de matchs contre l'équipe de Nouvelle-Zélande qualificative pour les Jeux olympiques de Londres. Les Australiennes remportent finalement cette série.

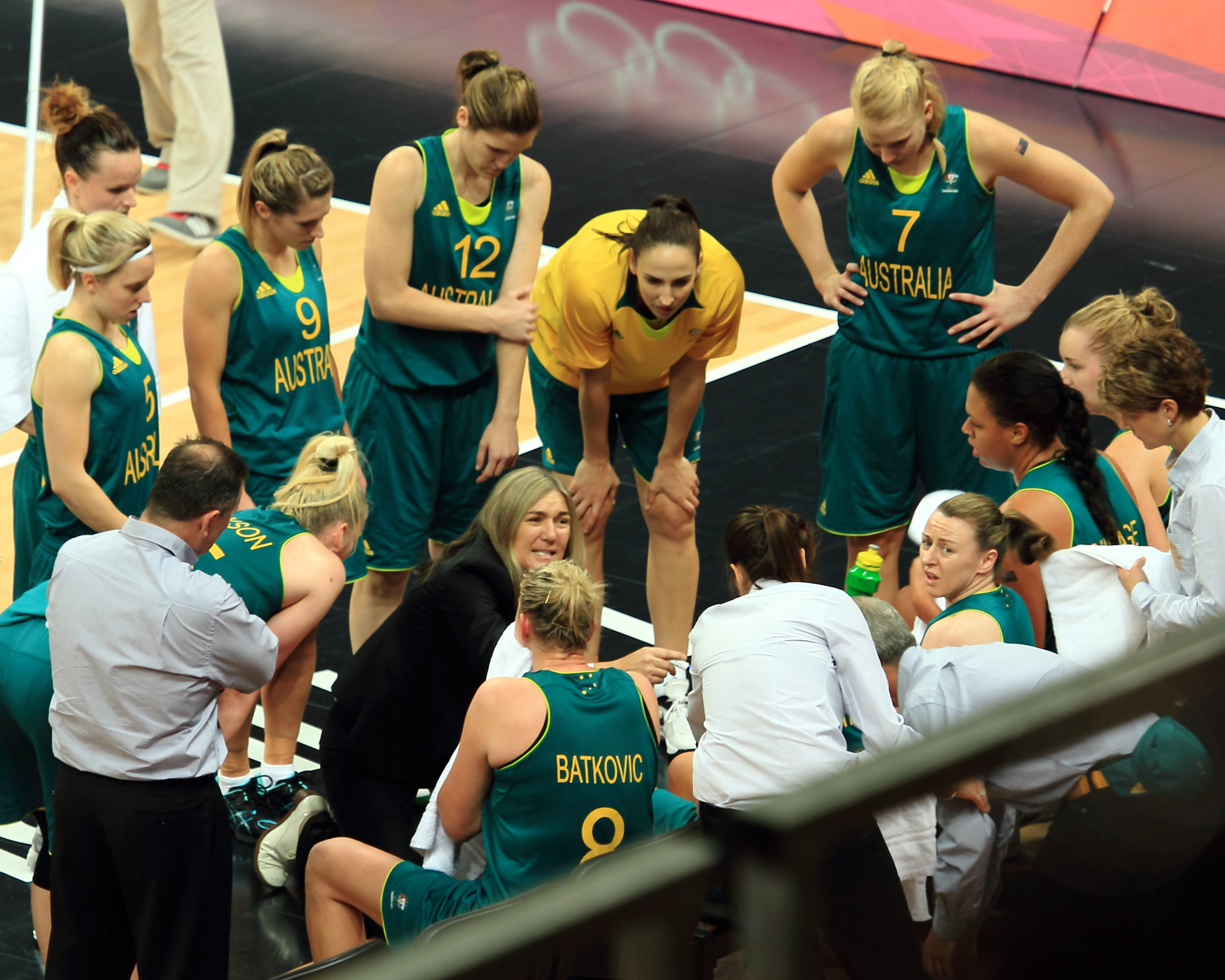
L'Australie contre la Russie aux Jeux de Londres en 2012.

En 2012, elle figure, avec la capitaine Lauren Jackson, comme une des pièces maîtresse de l'équipe d'Australie qui est une des principales candidates à une médaille olympique pour les Jeux olympiques de Londres. Lors de ceux-ci, le 3 août 2012 contre la Russie, elle devient la première femme à effectuer un dunk lors d'un match olympique,, ce dunk étant le premier qu'elle réalise lors d'une rencontre depuis le début de sa carrière. Elle termine le premier tour en étant la meilleure marqueuse de son équipe lors des deux dernières rencontres, 17 points face à la Russie et 19 face au Canada. L'Australie s'impose sans surprise lors de son quart de finale face à la Chine, Cambage inscrivant 17 points et captant 9 rebonds. Opposée aux Américaines lors de la demi-finale, elle réussit une grosse première mi-temps avec 19 points mais elle bien prise en défense lors de la seconde période où elle ne parvient pas à inscrire le moindre point. L'Australie s'incline sur le score de 86 à 73. Lors de la finale pour la troisième place, que l'Australie remporte 83 à 74 face à la Russie, elle ne réussit que 3 points, avec 2 rebonds. Sur l'ensemble du tournoi, où ses statistiques sont de 13,6 points, avec 60,3 % de réussite à deux points, 5,6 rebonds, 1,1 passe, elle est la deuxième marqueuse et troisième rebondeuse de son équipe.
Durant la préparation du championnat du monde 2014, elle se blesse au tendon d'Achille, ce qui doit l’éloigner six mois des terrains. Pour son retour en compétition, elle est exclue de la préparation du championnat d'Océanie 2015, qualificatif pour les Jeux olympiques de 2016, après avoir manqué la première journée de préparation en préférant assister à un festival de musique.
Pour sa deuxième campagne olympique, lors du tournoi olympique 2016 de Rio de Janeiro, elle est l'une des joueuses les plus en vue du tournoi avec 23,5 points avec 58 % de réussite et 10,3 rebonds, mais les Opals sont battues par la Serbes en quart de finale.
Lors de la coupe du monde 2018, les Opals s'inclinent en finale sur le score de 56 à 73 face aux Américaines, Liz Cambage remportant le titre de MVP de la compétition.
En raison de la pandémie de Covid-19 aux États-Unis, elle renonce à rejoindre les Aces de Las Vegas pour la saison WNBA 2020 et s'engage en Australie à Dandenong pour les Southside Flyers pour la saison 2020-2021.
Elle est sélectionnée pour participer aux Jeux olympiques d'été de 2020, mais elle se retire de la compétition quelques jours avant le début des Jeux, invoquant des problèmes de santé mentale ; peu de temps après, sa Fédération annonce qu'elle fait l'objet d'une enquête pour mauvaise conduite durant un match  de préparation contre le Nigeria.

## Style de jeu
Très impressionnante physiquement (2,03 mètres pour 104 kg), elle fait souvent la différence en termes de force en poussant ses adversaires pour, par exemple, laisser à une de ses coéquipières de l'espace. Elizabeth Cambage a aussi un très bon shoot pour les paniers aux 3 points. À cause de sa taille imposante, elle commet parfois des fautes mais se reprend très vite par des rebonds ou alors des paniers[réf. nécessaire].

## Palmarès
- Jeux olympiques d'été
  -  Médaille de bronze des Jeux olympiques de 2012 à Londres, Royaume-Uni[37]

## Distinctions personnelles
- WNBA All-Rookie Team 2011 [45]
- MVP du Championnat de Chine 2016[46]
- Sélectionnée aux All-Star Game WNBA 2011, 2018[47], 2019[48] et 2021
- Meilleur cinq de la WNBA (2018[22])
- vice-championne de la coupe du monde 2018